# ゲイブ・スパイアー
ガブリエル・ジェームズ・スパイアー（Gabriel James Speier, 1995年4月12日 - ）は、アメリカ合衆国カリフォルニア州サンタバーバラ出身のプロ野球選手（投手）。左投左打。MLBのシアトル・マリナーズ所属。

## 経歴

### プロ入りとレッドソックス傘下時代
2013年のMLBドラフト19巡目（全体563位）でボストン・レッドソックスから指名され、プロ入り。契約後、傘下のルーキー級ガルフ・コーストリーグ・レッドソックスでプロデビュー。3試合（先発2試合）に登板して防御率2.25、6奪三振を記録した。
2014年もルーキー級ガルフ・コーストリーグ・レッドソックスでプレーし、9試合（先発6試合）に登板して3勝0敗、防御率1.55、26奪三振を記録した。

### タイガース傘下時代
2014年12月12日にリック・ポーセロとのトレードで、ヨエニス・セスペデス、アレックス・ウィルソンと共にデトロイト・タイガースへ移籍した。
2015年は傘下のA級ウェストミシガン・ホワイトキャップスでプレーし、33試合に登板して4勝2敗、防御率2.86、36奪三振を記録した。

### ダイヤモンドバックス傘下時代
2015年11月20日にキャメロン・メイビンとのトレードで、イアン・クロルと共にアトランタ・ブレーブスへ移籍した。その後、12月9日にエンダー・インシアーテ、アーロン・ブレアー、ダンズビー・スワンソンとのトレードで、シェルビー・ミラーと共にアリゾナ・ダイヤモンドバックスへ移籍した。
2016年は傘下のルーキー級アリゾナリーグ・ダイヤモンドバックス、A級ケーンカウンティ・クーガーズ、A+級バイセイリア・ローハイド、AA級モービル・ベイベアーズでプレーし、4チーム合計で39試合に登板して4勝2敗3セーブ、防御率2.62、49奪三振を記録した。オフにはアリゾナ・フォールリーグに参加し、ソルトリバー・ラフターズに所属した。
2017年はAA級ジャクソン・ジェネラルズでプレーし、36試合（先発4試合）に登板して2勝6敗2セーブ、防御率4.30、50奪三振を記録した。
2018年、ダイヤモンドバックス傘下ではAA級ジャクソンでプレーした。

### ロイヤルズ時代
2018年6月6日にジョン・ジェイとのトレードで、エルビス・ルシアーノと共にカンザスシティ・ロイヤルズへ移籍した。移籍後は傘下のAA級ノースウエストアーカンソー・ナチュラルズでプレーし、移籍前を含めた2チーム合計では46試合に登板して1勝0敗1セーブ、防御率3.39、48奪三振を記録した。
2019年、マイナーではAA級ノースウエストアーカンソーとAAA級オマハ・ストームチェイサーズでプレーし、2チーム合計では47試合に登板して1勝5敗6セーブ、防御率4.48、73奪三振を記録した。9月3日にメジャー契約を結んでアクティブ・ロースター入りし、5日のタイガース戦でメジャーデビュー。この年メジャーでは9試合に登板して防御率7.36、10奪三振を記録した。
2020年は8試合に登板して0勝1敗、防御率7.94、6奪三振を記録した。オフの11月20日にDFAとなり、25日にマイナー契約でAAA級オマハへ配属された。
2021年は開幕からAAA級オマハでプレーし、45試合に登板して3勝0敗5セーブ、防御率2.98、57奪三振を記録した。9月15日にメジャー契約を結んでアクティブ・ロースター入りし、そこからレギュラーシーズン終了まで7試合に登板して防御率1.17、5奪三振を記録した。
2022年は17試合（先発1試合）に登板して0勝1敗、防御率2.33、14奪三振を記録した。

### マリナーズ時代
2022年11月9日にウェイバー公示を経てシアトル・マリナーズへ移籍した。
2023年は年間通じてメジャーで過ごし、69試合に登板して2勝2敗1セーブ、防御率3.79、64奪三振を記録した。

## 選手としての特徴
シンカー、フォーシーム、スライダーの3球種を投げ分け、左打者を得意としている。

## 家族
叔父にサンフランシスコ・ジャイアンツなどで活躍した内野手のクリス・スパイアー、その息子（ゲイブの従兄弟）にトロント・ブルージェイズなどで活躍した投手のジャスティン・スパイアーという元メジャーリーガー2人を親類に持つ。

## 詳細情報

### 年度別投手成績
| 年 度    | 球 団    | 登 板 | 先 発 | 完 投 | 完 封 | 無 四 球 | 勝 利 | 敗 戦 | セ 丨 ブ | ホ 丨 ル ド | 勝 率 | 打 者 | 投 球 回 | 被 安 打 | 被 本 塁 打 | 与 四 球 | 敬 遠 | 与 死 球 | 奪 三 振 | 暴 投 | ボ 丨 ク | 失 点 | 自 責 点 | 防 御 率 | W H I P |
| -------- | -------- | ----- | ----- | ----- | ----- | -------- | ----- | ----- | -------- | ----------- | ----- | ----- | -------- | -------- | ----------- | -------- | ----- | -------- | -------- | ----- | -------- | ----- | -------- | -------- | ------- |
| 2019     | KC       | 9     | 0     | 0     | 0     | 0        | 0     | 0     | 0        | 0           | ----  | 33    | 7.1      | 5        | 2           | 6        | 0     | 0        | 10       | 1     | 0        | 6     | 6        | 7.36     | 1.50    |
| 2020     | KC       | 8     | 0     | 0     | 0     | 0        | 0     | 1     | 0        | 1           | .000  | 30    | 5.2      | 9        | 1           | 4        | 0     | 0        | 6        | 0     | 0        | 17    | 16       | 7.94     | 2.29    |
| 2021     | KC       | 7     | 0     | 0     | 0     | 0        | 0     | 0     | 0        | 0           | ----  | 33    | 7.2      | 10       | 0           | 0        | 0     | 1        | 5        | 0     | 0        | 3     | 1        | 1.17     | 1.30    |
| 2022     | KC       | 17    | 1     | 0     | 0     | 0        | 0     | 1     | 0        | 2           | .000  | 77    | 19.1     | 16       | 2           | 5        | 0     | 0        | 14       | 1     | 0        | 5     | 5        | 2.33     | 1.08    |
| 2023     | SEA      | 69    | 0     | 0     | 0     | 0        | 2     | 2     | 1        | 17          | .500  | 216   | 54.2     | 47       | 7           | 11       | 4     | 3        | 64       | 2     | 0        | 24    | 23       | 3.79     | 1.06    |
| 2024     | SEA      | 29    | 0     | 0     | 0     | 0        | 0     | 2     | 0        | 7           | .000  | 104   | 23.2     | 19       | 2           | 14       | 1     | 2        | 33       | 1     | 0        | 15    | 15       | 5.70     | 1.39    |
| MLB：6年 | MLB：6年 | 139   | 1     | 0     | 0     | 0        | 2     | 6     | 1        | 28          | .250  | 493   | 118.1    | 106      | 14          | 40       | 5     | 6        | 132      | 5     | 0        | 58    | 55       | 4.18     | 1.23    |

- 2024年度シーズン終了時

### 年度別守備成績
| 年 度 | 球 団 | 投手（P） | 投手（P） | 投手（P） | 投手（P） | 投手（P） | 投手（P） |
| 年 度 | 球 団 | 試 合     | 刺 殺     | 補 殺     | 失 策     | 併 殺     | 守 備 率  |
| ----- | ----- | --------- | --------- | --------- | --------- | --------- | --------- |
| 2019  | KC    | 9         | 0         | 2         | 0         | 0         | 1.000     |
| 2020  | KC    | 8         | 0         | 1         | 0         | 0         | 1.000     |
| 2021  | KC    | 7         | 1         | 1         | 0         | 0         | 1.000     |
| 2022  | KC    | 17        | 2         | 1         | 0         | 1         | 1.000     |
| 2023  | SEA   | 69        | 3         | 4         | 0         | 0         | 1.000     |
| 2024  | SEA   | 29        | 0         | 3         | 0         | 0         | 1.000     |
| MLB   | MLB   | 139       | 6         | 12        | 0         | 1         | 1.000     |

- 2024年度シーズン終了時

### 背番号
- 67（2019年 - 2022年）
- 55（2023年 - ）